# Prázdniny pana Beana
Prázdniny pana Beana (v anglickém originále Mr. Bean's Holiday) je britsko-německo-americká filmová komedie, další příběh pana Beana v podání Rowana Atkinsona, který se tentokrát vydá na dovolenou do Francie. Jeho premiéra se uskutečnila 24. března 2007. Režíroval jej Steve Bendelack.

## Děj
Mr. Bean vyhraje soutěž o zájezd do Cannes, kameru a 15 000. Ihned se sbalí a vyrazí. Má jet vlakem do Paříže a pak znovu vlakem do Cannes. V prvním vlaku se ztrapní tím, že před kamerou natáčí různé obličeje a hloupé kousky, ale dojede v pořádku do Paříže. Odtud ho má odvézt taxi na druhé nádraží. Bean omylem nastoupí do jiného taxi, který ho odveze někam úplně jinam. Po dlouhém bloudění Paříží se nakonec dostává na nádraží. Jen tak tak stihne vlak. Jenže všimne si, že opodál stojí automat na bagetu a protože usoudí že si za minutu stihne bagetu koupit vystoupí a zamíří k automatu. Vše proběhne bez problémů, ale při zastrkávání peněz se mu do automatu zasekne kravata a než ji vytáhne tak mu ujede vlak. Bean se začne na nádraží rozčilovat a poskakovat. Nakonec zjistí, že další vlak mu jede za hodinu a půl a tak zajde do blízké nóbl restaurace. Tam mu dají jídelní lístek. Ovšem Bean neumí francouzsky ani slovo a tak když mu číšník nabídne jídlo na jídelním lístku a řekne "Qui?", tak Bean odpoví to samé. Dostane obrovskou porci krevet a mušlí. Mušle nakonec schová k paní vedle něho do kabelky a krevety jí celé, místo aby si z nich vyndal maso. Když odejde z restaurace, koupí si horkou čokoládu a jde k vlaku, který mu jede za 5 minut. Tam potká muže který chce nastoupit do vlaku, ale Bean ho po dlouhých gestech přesvědčí, aby natočil na jeho kameru příchod k vlaku. Povede se to až na potřetí, a muž chce nastoupit dovlaku, ale Bean omylem vyleje horkou čokoládu. Muž mu tak drží kameru, zatímco utírá podlahu. Bean si poté veme kameru a nastoupí do vlaku. Muž mu ještě rychle podá kufr, který tu málem zapomněl, ale sám nestihne nastoupit, neboť se vlak už rozjíždí. Bean si tedy řekne že ten muž počká na další vlak, ale když vstoupí do kupé pochopí proč tak vyváděl. Uvnitř má muž 12letého syna. Bean se ho celou cestu snaží rozesmát. Na jedné ze zastávek se zdrcený kluk rozzlobí a vystoupí. Bean mu tedy chce zamávat, ale všimne si, že mu kluk na oplátku vzal kameru. Bean tedy vystoupí, kameru si vezme ale vlak se v tu chvíli rozjede i s jeho kufrem. Bean se začne znovu rozčilovat. Když toho nechá, uvědomí si dvě věci: musí najít klukovi jeho tátu, protože je to jeho vina, že muž nestihl nastoupit a dostat se do Cannes …

## Obsazení
- Rowan Atkinson (český dabing: Miroslav Saic [DVD] / Jiří Lábus [Prima]) jako Mr. Bean
- Emma de Caunes (český dabing: Klára Jandová [DVD] / Anna Remková [Prima]) jako Sabina
- Maxim Baldry (český dabing: ?) jako Stěpan Dačevskij
- Willem Dafoe (český dabing: Pavel Soukup [DVD] / Martin Stránský [Prima]) jako Carson Clay
- Jean Rochefort (český dabing: ?) jako vrchní
- Karel Roden (český dabing: Antonín Navrátil [DVD] / Bohdan Tůma [Prima]) jako Emil Dačevskij